# Al-Mumtahina
Al-Mumtahina (La Donna Esaminata) è la sessantesima Sura del Corano, una sura medinese composta da 13 versetti. Il nome della sura si riferisce all'evento storico di una donna migrata a Medina che chiese il consiglio del Profeta Muhammad riguardo al suo matrimonio con un uomo appartenente ad una tribù ostile ai musulmani. Questa sura tratta vari argomenti, tra cui le relazioni intertribali, la lealtà verso Allah e la necessità di evitare alleanze con gli avversari della fede.

## Contenuto

### Gli Ostaggi come Garanzia di Pace
Versetti 1-4: Si tratta del trattato tra i musulmani e gli aderenti alla fede ostile. Si consiglia ai musulmani di non stringere amicizia con coloro che combattono la religione di Allah.

### Amicizia con i Nemici di Allah
Versetti 5-9: Si ribadisce il divieto di stringere amicizia con coloro che osteggiano la fede, eccetto nei casi in cui è necessario per la propria sicurezza. Si invita alla lealtà verso Allah, il Suo Messaggero e i credenti.

### La Sottomissione a Allah
Versetti 10-13: Si esorta i credenti a temere Allah e a sottomettersi alla Sua volontà. Si promette loro il successo se seguiranno la via giusta e si rifiuteranno di stringere alleanze con coloro che si oppongono alla religione di Allah.

## Analisi
La Sura Al-Mumtahina offre importanti insegnamenti sulla lealtà verso Allah, la sottomissione alla Sua volontà e la necessità di mantenere relazioni adeguate con coloro che si oppongono alla religione di Allah. Attraverso il trattato tra i musulmani e gli aderenti alla fede ostile, la sura enfatizza l'importanza di evitare le alleanze che potrebbero compromettere la fede e la sicurezza della comunità musulmana.
Inoltre, la sura invita i credenti a temere Allah e a sottomettersi alla Sua volontà, promettendo loro il successo se seguono la via giusta e si rifiutano di stringere alleanze con coloro che si oppongono alla religione di Allah. È un richiamo alla devozione, alla saggezza politica e alla lealtà verso la fede, invitando i credenti a mantenere relazioni che siano compatibili con i valori e gli insegnamenti dell'Islam.